# Henning Wolff
Hans Christian Henning Wolff (10. juni 1828 på Frederiksberg – 3. juni 1880 sammesteds) var en dansk arkitekt, der særligt var knyttet til Frederiksberg, hvor han har tegnet mange villaer. Wolffs villaer opfattes sammen med J.D. Herholdts samtidige huse som udtryk for "den danske hygge", der senere blev forbillede for nationalromantikkens arkitekter. Wolffs hovedværk var Kongens Bryghus på Vodroffsvej, der trods protester fra arkitektstanden blev revet ned 1976. Skæbnen – eller rettere Frederiksberg Kommune – har generelt været Wolff meget ugunstig, idet hovedparten af hans bygninger er revet ned.
Henning Wolffs forældre var kgl. gartner ved Frederiksberg Have Carl Adolf Wolff og Henriette Marie Voigt. Han blev optaget på Kunstakademiet oktober 1843, avancerede til arkitektklassen december 1847, vandt den lille sølvmedalje 1849 og den store 1853. Han vandt desuden Neuhausens Præmie samme år.
Han tegnede en tid hos Gottlieb Bindesbøll, var medarbejder hos J.D. Herholdt (bl.a. ved Universitetsbiblioteket) og konduktør under Ferdinand Meldahl ved Frederiksborg Slots genrejsning 1854-55. Omkring 1856 var Wolff på studierejse i Italien.
Henning Wolff blev bygningsinspektør for den nye kommune Frederiksberg-Hvidovre 1858 og forblev i denne stilling indtil 1869.
Wolff var stærkt påvirket af læretiden hos Bindesbøll og Herholdt og arbejdede for størstedelen med den enkle arkitektur uden stilpræg, som Bindesbøll indledede i sine sidste år. Hans større bygninger, Tvedes Bryggeri og i særlig grad den nu nedrevne dampmølle (Kongens Bryghus) på Vodroffsvej viser store evner, der sikkert ville være kommet til videre udfoldelse, om han ikke var blevet ramt af den sygdom, der i de sidste 20 år af hans liv bandt ham til en rullestol. Ikke desto mindre var det i disse år, at Wolff projekterede de mange huse på de frederiksbergske villaveje, der utvivlsomt er hans største indsats. Det er ganske enkle murstenshuse, men murstenene er benyttet i opfindsomt mønstermurværk, og tagudhængenes blondeudskæringer er varieret på mange måder. Husene har gode plandispositioner med velfordelte rum og fremtræder i det ydre så enkle og aflæselige som et funktionalistisk hus fra 1940, men har samtidig en ynde og hygge, som de moderne huse ofte savner.
Herregården Fuglebjerggård (1857), et af Wolffs overlevende hovedværker, blev indstillet til fredning af Det særlige Bygningssyn i 2006. Ejeren Andreas Hastrup var i begyndelsen velvilligt indstillet over for fredningen, men siden ændrede han mening og der opstod uenighed, hvorefter fredningen blev opgivet af Kulturarvsstyrelsen, der valgte ikke at følge Bygningssynets indstilling.
Wolff udstillede på Charlottenborg Forårsudstilling i årene 1849-54 (3 gange med 3 værker).
Han blev gift 4. november 1857 i Hillerød med Ida Johanne Marie Møller (4. september 1836 i Hillerød – 1. oktober 1919 på Gyholt ved Hørsholm), datter af prokurator Hans Peter Møller og Christiane Elisabeth Prom.

## Værker
- Tvedes Bryggeri, Vesterbrogade 140-42, København (1853, nedrevet)
- Portal til Gråbrødre Kirkegård, Roskilde (1853)
- Kapel sammesteds (opførelse påbegyndt 1856 under ledelse af H.S. Sibbern efter udkast af Wolff og delvis Ferdinand Meldahl, fuldført af Wolff selv 1857)
- Ombygning af Arresødal ved Frederiksværk (ca. 1856, erstattet 1908 af ny hovedbygning af Gotfred Tvede)
- Hovedbygning til herregården Fuglebjerggård, Næstvedvej 1 (1857)
- Distriktslægebolig i Fuglebjerg (1857, senere ombygget)
- Etageejendom Slotsholmsgade 18, København (1857, nedrevet)
- 2 bygninger af et projekteret kompleks af arbejderboliger på Forhåbningsholms Allé, Frederiksberg (1858-60, nedrevet)
- Bygninger på Tvedes Bryggeri, Vesterbrogade 140-42 (1859)
- Etagejendom, Gammel Kongevej 74-76 (1859-60, nedrevet 1935)
- Frederiksbergs første kommuneskole, Falkoner Allé 9 A-B (1863, nedrevet)
- Frederiksberg Kommunes første fattig- og sygehus på den daværende Lampevej (nu Howitzvej) (1863, nedrevet)
- Hovedistandsættelse af Thisted Kirke (1863)
- Marstrands Dampmølle, Vodroffsvej 25, senere Kroneølbryggeriet, senere Kongens Bryghus (1865, nedrevet 1976)
- Etagejendom, Gammel Kongevej 88 (1867, nedrevet 1905)
- Ombygning af hovedbygning, herregården Nørager ved Ruds Vedby (1868-73)
- Opførelse af avlsbygning ved samme (1867-69, nedbrændt 1914)
- Etageejendom Lykkesholms Allé 22, Frederiksberg (1872)
- Gasværksvej 10, København (1872)
- Det tidligere Skodsborg Badehotel, Skodsborg Strandvej 225-227, Skodsborg (1874, senere udvidet af Frederik L. Levy, Povl Baumann og Kai Turin)[3]

Villaer på Frederiksberg:
- Lindevej 1 (1863, nedrevet); 4-6 (1863); Platanvej 4 (1865, nedrevet); Lindevej 8 (1865); 10 (1865); Frederiksberg Allé 43 (1865, nedrevet); Bülowsvej 5 (1866, nedrevet); 6 (1866); Lindevej 3 (1866); 5 (1866); 11 (1866); Gl. Kongevej 118 (1866, nedrevet 1907); 120 (1866, nedrevet 1907); Frederiksberg Allé 43 (1866, nedrevet); Lindevej 7 (1867); Platanvej 7 (1867, nedrevet); 9 (1867, nedrevet); 11 (1867, nedrevet); Thorvaldsensvej 22 (1867-68, nedrevet); Uraniavej 1/Gl. Kongevej, eget hus (1868, nedrevet); Uraniavej 11 (1868); 13 (1868); Kastanievej 3 (1868); Kastanievej 10 (1869); Uraniavej 5 (1869); 6 (1869); 10 (1869); 15 (1869); 19 (1869); Gl. Kongevej 106 (1869, nedrevet); Uraniavej 21 (1871); Gl. Kongevej 110 (1871, stærkt ombygget); Uraniavej 18 (1873); Poul Møllers Vej 2 (1876) og Mynstersvej 4.

### Andet
- Projekt: Ombygning af Ny Bakkehus, Frederiksberg (1851)
- Byplan, Frederiksberg: Udparcelleringer og anlæg af villaveje, bl.a. det sidste stykke af H.C. Ørsteds Vej over for Alhambravej; forlængelse af Kastanievej til H.C. Ørsteds Vej; anlæg af Uraniavej; Mynstersvej; Svanholmsv.; gennemførelsen af Forhåbningsholms Allé til Niels Ebbesens Vej; Monradsvej (nu Sylows Allé); Poul Møllers Vej; Blichersvej.